# Jeanne d'Arc
Jeanne d'Arc (även kallad Jungfrun av Orléans), född cirka 1412 i Domrémy i Vosges i Lorraine, död 30 maj 1431 i Rouen i Seine-Maritime, är Frankrikes nationalhelgon. Hennes minnesdag inom romersk-katolska kyrkan firas den 30 maj. Jeanne var en bondflicka utan utbildning och kunde varken läsa eller skriva. Vid tolv års ålder sägs hon ha börjat höra himmelska röster, bland annat från helgon, som uppmanade henne till sexuell avhållsamhet och slutligen till att rädda fosterlandet. 
Hundraårskriget gick mot sitt slut och nästan hela Frankrike kontrollerades av England. Den engelske kungen Henrik V bosatte sig i Paris och gjorde anspråk på den franska tronen emot den franske tronföljaren Karl. Vid den tiden besökte Jeanne tronföljaren vid hans hov i Bourges. Det är inte känt vad de två talade om, men efter samtalet hade Jeanne utsetts till den franska härens överbefälhavare. På hennes vita fana lyste i guld den franska liljan samt namnen Jesus och Maria. De engelska trupperna drevs bort från bland annat Orléans och Patay, varefter Karl VII kunde krönas i Reims. Jeanne hade uppnått sitt mål och ville återvända till sin hemby. Kungen övertalade henne dock att ta befälet över en ny armé, som skulle befria Paris. Innan hon red in i Paris stannade hon och bad i kyrkan Saint-Denis de la Chapelle. 
1430 blev Jeanne tillfångatagen av burgunderna när hon med en liten här försökte undsätta den belägrade staden Compiègne norr om Paris. Burgunderna misshandlade henne och sålde henne sedan till engelsmännen, som under en inkvisitionsprocess dömde henne till döden på bålet för häxkonster och trolldom. Bålet ägde rum i staden Rouen. Jeanne d’Arcs aska spreds i floden Seine. År 1456 fick Karl VII domen upphävd av påven Calixtus III. Jeanne d’Arc helgonförklarades av påven Benedictus XV 1920 på årsdagen av sin död. Hon är skyddshelgon för soldater.

## Bakgrund

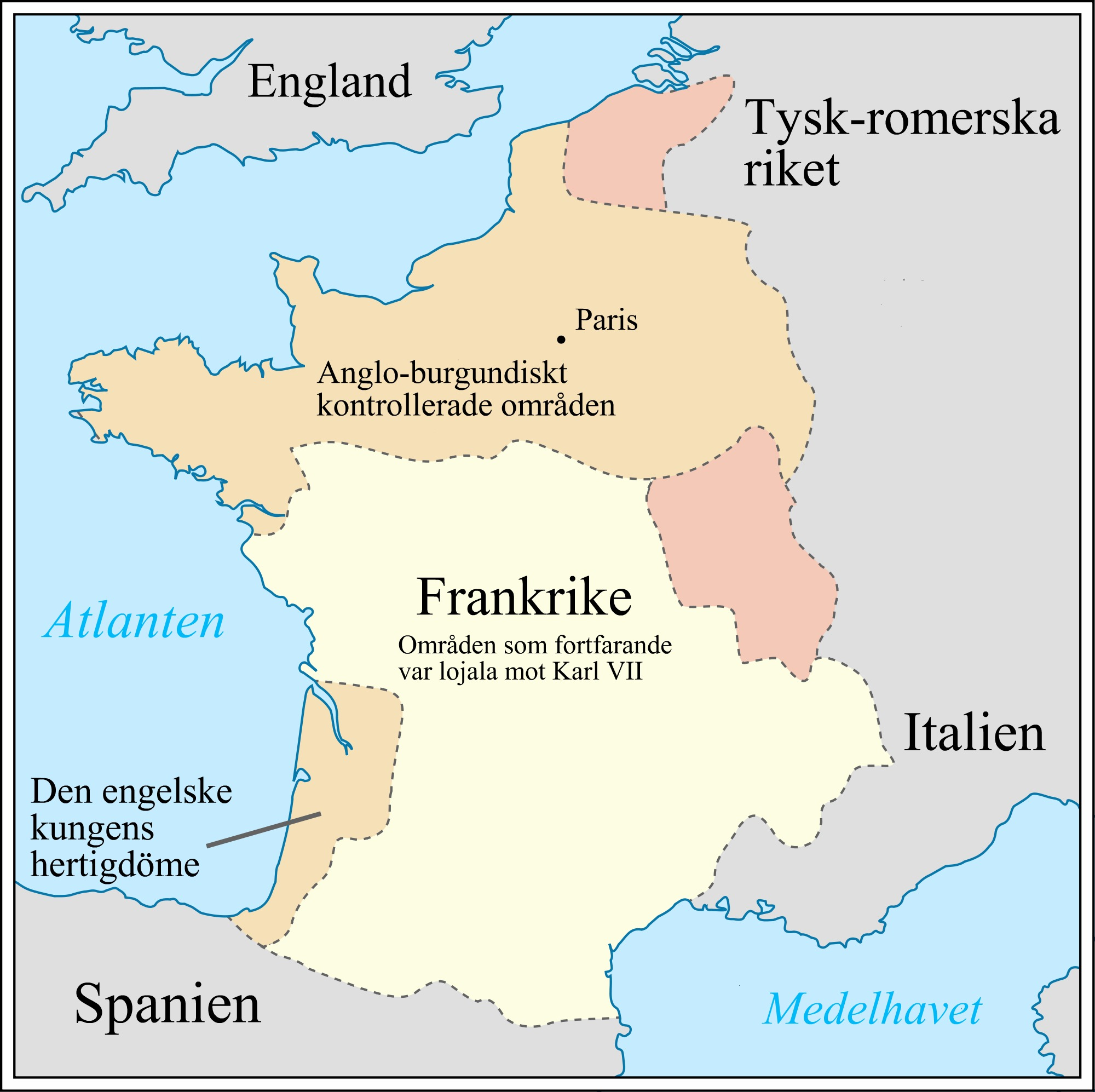
Frankrike i början av Jeanne d’Arcs karriär. Pricken representerar Paris i centrum för det engelsk-burgundiskkontrollerade området. Reims ligger nordöst därom.

Hundraårskriget hade inletts 1337 med engelska anspråk på den franska tronen. Kriget avbröts av perioder av fred. Nästan alla strider ägde rum i Frankrike och den engelska arméns chevauchéeteknik (liknande brända jordens taktik, fast omvänt) hade fördärvat den franska ekonomin. Den franska befolkningen hade inte återhämtat sig från digerdöden och dess köpmän var isolerade från den utländska marknaden. Engelsmännen hade nästan nått sitt mål med dubbla monarkier under engelsk kontroll och den franska armén hade inte vunnit några större segrar under en generation. 
Under tiden för Jeannes födelse led den franske kungen Karl VI av psykiska problem  och var ofta oförmögen att styra sitt rike. Kungens bror, hertig Ludvig av Orléans och kungens kusin Johan den orädde, hertig av Burgund, stred över förmyndarskapet av riket och de kungliga barnen. Detta ledde till anklagelser om en utomäktenskaplig affär med drottning Isabella av Bayern och kidnappning av de kungliga barnen. Hertigen av Orléans mördades 1407 på hertigen av Burgunds order.
De grupper som var lojala mot dessa två män kom att kallas armagnaker och burgunder. Den engelske kungen Henrik V utnyttjade detta och invaderade Frankrike och vann en dramatisk seger vid Agincourt 1415, och erövrade många städer i norra Frankrike. Den blivande franske kungen Karl VII antog fjorton år gammal titeln le dauphin – den franske tronarvingens titel – efter att alla hans fyra äldre bröder avlidit. Hans första betydande officiella handling var att skriva under ett fredsavtal med Burgund 1419. Detta slutade olyckligt med att armagnakanhängare mördade Johan den orädde under ett möte där han var garanterad Karls beskydd. Den nye hertigen av Burgund, Filip den gode, lade skulden för faderns död på Karl och bildade en allians med engelsmännen. Stora delar av Frankrike erövrades.
År 1420 skrev drottning Isabella av Bayern under Troyesfördraget, som gav kung Henrik V av England och hans ättlingar arvsrätten till den franska tronen efter Karl VI istället för dennes son Karl. Överenskommelsen återuppväckte ryktena om att hon skulle ha haft en affär med hertigen av Orléans och att kronprinsen inte var kungens son. Henrik V gifte sig med Karl VI:s dotter Katarina av Valois 1420 och 1421 föddes deras son Henrik. Henrik V och Karl VI dog båda i slutet av 1422, varpå spädbarnet Henrik VI blev regent över de båda rikena, åtminstone på papperet. Henriks bror John av Lancaster, 1:e hertig av Bedford agerade som förmyndare.
I början av 1429 var nästan hela norra delen av Frankrike och vissa delar i sydväst under engelsk-burgundiskt styre. Engelsmännen kontrollerade Paris medan burgunderna kontrollerade Reims; den senare var den stad där franska kröningar enligt traditionen hölls. Detta var viktigt, eftersom ingen av dem som gjorde anspråk på den franska tronen officiellt hade krönts. Engelsmännen hade belägrat Orléans, som var en av de få återstående fransklojala städerna och låg strategiskt viktigt längs Loirefloden, vilken gjorde den till det sista hindret för att kunna anfalla återstoden av Frankrike. Hela rikets framtid hängde på Orléans öde. Ingen trodde att staden skulle klara belägringen under någon längre tid.

## Liv
Jeanne var dotter till Jacques d’Arc och Isabelle Romée, som bodde i Domrémy, en by som då låg i Bar, men som senare annekterades till Lorraine och bytte namn till Domrémy-la-Pucelle. Hennes föräldrar ägde omkring tjugo hektar mark och fadern arbetade som tjänsteman för byn och drev in skatt och skötte försvaret, vid sidan om jordbruket. De bodde på en isolerad jordlott i det nordöstra territorium som fortfarande var lojalt mot den franska kronan trots att de omringades av burgundiska områden. Flera räder inträffade under hennes barndom och vid ett tillfälle brändes byn.
Jeanne sade under rättegången att hon var omkring 19 år, varför hon borde ha fötts omkring år 1412. Hon vittnade om att hon hade fått sin första uppenbarelse omkring 1424 då hon var tolv år gammal. Hon befann sig då ensam ute på ett fält och såg figurer som hon identifierade som ärkeängeln Mikael, Sankta Katarina och Sankta Margareta. De sade till henne att hon skulle driva ut engelsmännen och ta kronprinsen till Reims för kröning. Hon sade att hon grät när de försvann för de var så vackra.
När hon var 16 år gammal bad hon en släkting, Durand Lassois, att ta henne till närliggande Vaucouleurs där hon bad garnisonens befälhavare, greve Robert de Baudricourt, om tillstånd att besöka det kungliga franska hovet i Chinon. Baudricourts sarkastiska svar stoppade henne inte. Hon återkom i januari följande år och fick stöd av två män i hög ställning: Jean de Metz och Bertrand de Poulengy. Under deras beskydd så kunde hon få ett andra möte där hon förutspådde utgången av slaget vid Herrings.

### Uppgång

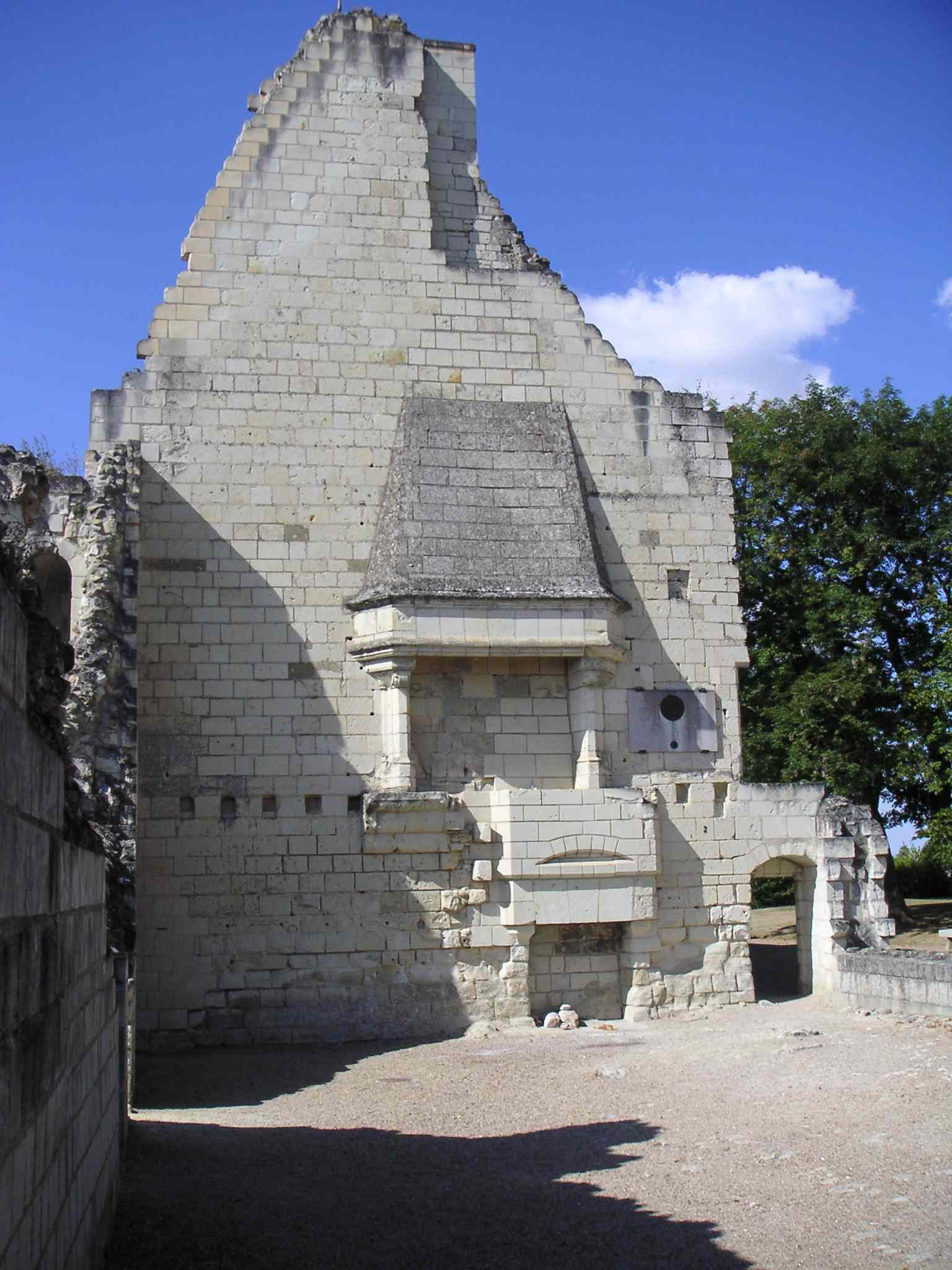
Ruiner efter den sal i Chinon där hon träffade Karl VII. I slottets enda kvarvarande intakta torn finns numera ett Jeanne d’Arc-museum.

Efter att Robert de Baudricourt fått uppgifter från fronten som stämde överens med hennes förutsägelser gav han henne eskort till Chinon. Hon reste genom det burgundiska fiendeområdet förklädd till man. Hon imponerade på Karl VII av Frankrike under ett privat möte. Karls svärmor, Jolanda av Aragonien, samlade under denna tid ihop trupper för att stödja Orléans. Jeanne frågade om hon kunde få riddarutrustning och följa med armén. Hon fick rustning, häst, svärd, baner och annat av sitt följe.
| ”                               | Efter år av en förödmjukande förlust efter den andra, var både det militära och det civila styret av Frankrike demoraliserat och misskrediterat. När kronprins Karl uppfyllde Jeannes vädjan att bli rustad för krig och satt i fronten för hans armé, måste hans beslut ha grundats på vetskapen att varje ortodox, varje rationell möjlighet hade prövats och misslyckats. Bara ett styre i fullständig desperation skulle bry sig om en icke läskunnig bondflicka som påstod att Guds röst gav henne order att leda sitt lands armé och leda det till seger. | „ |
| – Historikern Stephen W. Richey | |   |

| ”                                                                                        | Kungen av England, och du, hertigen av Bedford, som kallar er regenter över kungariket Frankrike ... betala er skuld till himlens kung, återlämna till jungfrun, som är himlens kungs sändebud, nycklarna till alla de goda städer som ni tagit och skändat i Frankrike. | „ |
| – Hennes brev till engelsmännen, mars–april 1429; Quicherat I, s. 240, trans. Wikipedia. | |   |

Vid sin ankomst förvandlade hon den engelsk–franska konflikten till ett religionskrig. Detta var inte riskfritt; Karls rådgivare var oroliga för att hans fiender lätt skulle kunna hävda att hans anspråk på tronen kom från djävulen, om man inte kunde fastslå att Jeanne inte var vare sig kättare eller häxa. För att undvika detta beordrade han att hennes bakgrund skulle kontrolleras och att hon skulle utfrågas av teologer i Poitiers. I april 1429 förklarade kommissionen, att hon levt ett ”oklanderligt leverne, var en god kristen och var ödmjuk, ärlig och anspråkslös”. Teologerna i Poitiers dömde inte hennes gudomliga uppenbarelser, men de menade, att han var tvungen att pröva henne. Provet skulle bli att bryta belägringen av Orléans.
Hon kom till Orléans den 29 april 1429, men Jean d’Orléans, som styrde över hertigätten i Orléans, uteslöt henne till en början från krigsmötena och informerade henne inte om när armén angrep fienden. Detta hindrade inte henne från att vara med på de flesta rådsmöten och slag. Hur mycket hon var inblandad i det faktiskt militära ledarskapet är omtvistat bland historiker. Traditionella historiker som Édouard Perroy menar att hon var banerförare, vars främsta uppgift var att hålla kampviljan uppe. Denna sorts analys baserar sig på hennes vittnesmål vid rättegången där hon dömdes, vid vilken hon uppgav att hon föredrog baneret framför svärdet. Senare forskning lägger fokus på vittnesmål från annulleringsrättegången där arméns befälhavare hyllade henne för att ha varit en skicklig taktiker och en framgångsrik strateg. Historiker är dock eniga om att armén var oerhört framgångsrik under hennes korta karriär.

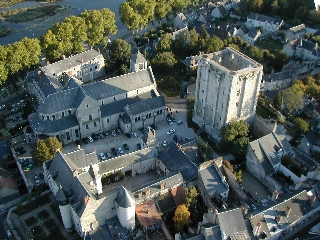
Det inre kärntornet i Beaugency är en av de få kvarvarande fästena från Jeannes strider. Engelska försvarare gjorde reträtt upp i tornet efter att fransmännen brutit genom stadsmuren.

## Ledarskap
Jeanne motsatte sig den försiktiga strategi som kännetecknat det franska ledarskapet under tidigare kampanjer. Under de fem månader av belägring som föregick hennes ankomst till Orléans hade de franska försvararna bara försökt sig på ett offensivt drag, vilket hade slutat olyckligt. Den 4 maj anföll fransmännen fortet Saint Loup, som låg lite avsides. Följande dag marscherade hon mot fortet Saint Jean le Blanc, och fann det övergivet. Den 6 maj gick hon emot Jean d’Orléans under krigsrådet och krävde ytterligare ett angrepp mot fienden. d’Orleans beordrade att stadens portar skulle vara låsta för att förhindra ännu en strid, men hon samlade ihop folket i staden och vanliga soldater och tvingade borgmästaren att öppna porten. Med stöd av endast en kapten red hon ut och erövrade fortet Saint Augustins. Samma kväll upptäckte hon att hon återigen hade utestängts från ett möte där ledarna hade beslutat att vänta på förstärkningar innan de genomförde nästa drag. Hon brydde sig inte om detta beslut och anföll den 7 maj den engelska huvudfästningen les Tourelles. Samtida betraktade henne som en hjältinna då hon trots att hon skadats av en pil i nacken återvände för att leda det sista angreppet. 
| ”                                                                                             | ... jungfrun låter er veta att här, har hon på åtta dagar drivit iväg engelsmännen från alla de platser längs floden Loire som de erövrat eller på andra sätt tillskanskat sig: de är döda eller fångar eller har demoraliserats i strid. Tro på det ni hört om earlen av Suffolk, Lord la Pole och hans bror, Lord Talbot, Lord Scales och Sir Fastolf; många fler riddare och kaptener än dessa är besegrade.” | „ |
| – Hennes brev till folket i Tournai, 25 juni 1429; Quicherat V, s. 125–126, trans. Wikipedia. | |   |

| ” | Furste av Burgund, jag ber er – jag ber och ödmjukt bönfaller – att ni inte krigar mer med det heliga franska kungariket. Dra snabbt tillbaka ert folk från vissa platser och fästningar i detta heliga kungarike, säger jag å den vänlige kungens vägnar att han är beredd att stifta fred med er, på sin ära. | „ |
| – Hennes brev till Filip den gode, hertig av Burgund, 17 juli 1429; Quicherat V, s. 126–127, trans. Wikipedia. | |   |

Den plötsliga segern vid Orléans ledde till många förslag på fortsatt offensivt agerande. Engelsmännen väntade sig ett försök att återerövra Paris eller ett anfall mot Normandie. I efterdyningarna av den oväntade segern lyckades hon övertala Karl VII att hon skulle få leda armén tillsammans med hertig John II av Alençon och fick kunglig tillåtelse att återerövra närliggande broar längs Loire för att sedan kunna avancera mot Reims och en kröning av Karl VII. Detta var ett djärvt förslag, eftersom Reims låg nästan dubbelt så långt bort som Paris och djupt inne i fientligt område.

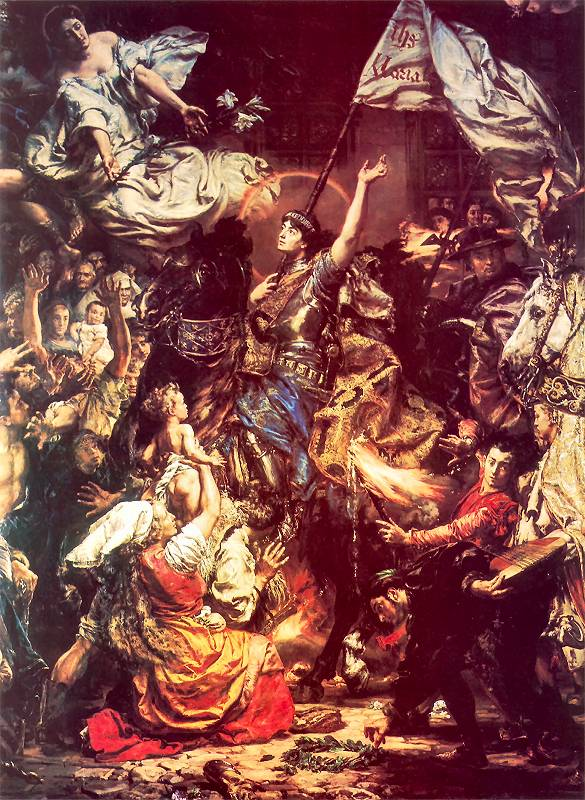
Joanna d’Arc, fragment av en känd målning av Jan Matejko of 1886

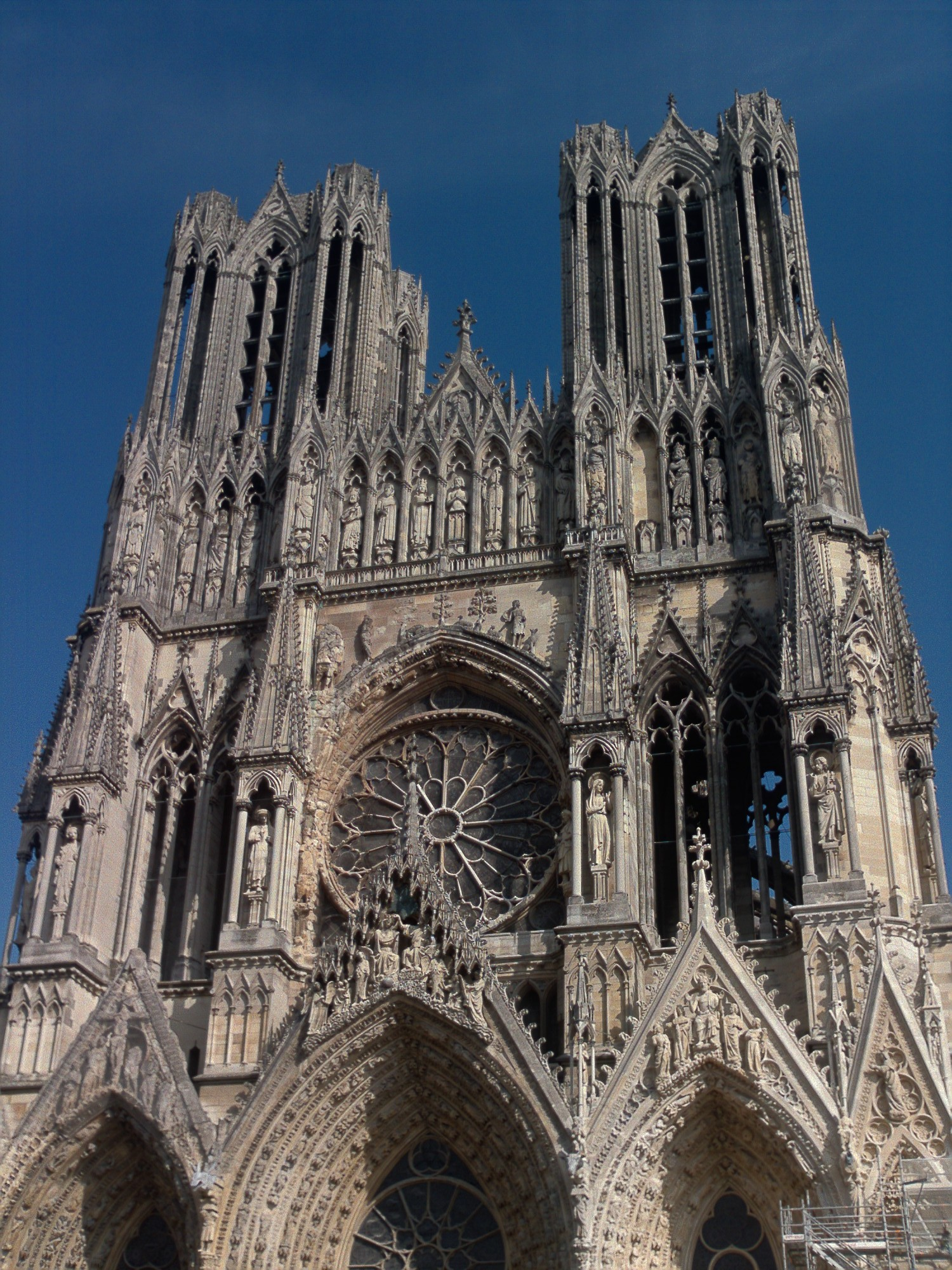
Notre-Dame de Reims, den plats där franska kungar traditionellt kröntes. Fram till en brand 1481 hade byggnaden flera spiror.

Armén återerövrade Jargeau den 12 juni, Meung-sur-Loire den 15 juni och Beaugency den 17 juni. Hertigen av Alençon höll med om alla Jeannes beslut. Andra befälhavare, däribland Jean d’Orléans, hade imponerats av hennes insatser vid Orléans och stödde henne. Alençon menade att hon räddat hans liv i Jargeau genom att varna honom. Under samma strid stod hon emot en kanonkula av sten som träffade hjälmen medan hon klättrade upp för en stege. Engelsmännen fick som förväntat förstärkning i området den 18 juni under ledning av Sir John Fastolf. Slaget vid Patay kan beskrivas som motsatsen till Agincourt: De franska förtrupperna anföll innan de engelska bågskyttarna kunde avsluta sina defensiva förberedelser. Huvuddelen av den engelska armén förföljdes och besegrades och merparten av deras befälhavare dödades eller tillfångatogs. Fastolf flydde med en liten grupp soldater och blev syndabock för den engelska förnedringen. Fransmännens förluster var minimala.
Den franska armén begav sig mot Reims från Gien-sur-Loire den 29 juni och den 3 juli kapitulerade staden Auxerre, som hållits av burgunderna. Andra städer i deras väg gav sig utan strid och blev åter franska. Troyes, den plats där fördraget som försökt ta ifrån Karl VII hans arv, kapitulerade efter en fyra dagar lång belägring utan blodspillan. Armén led av matbrist när de kom fram dit. Edward Lucie-Smith anför detta som ett exempel på Jeannes tur. Den kringvandrande munken Broder Richard hade predikat om världens undergång vid Troyes och övertalat byborna att odla bönor, en gröda som kan skördas tidigt. Hären anlände precis när bönorna var klara att skördas. 
Reims öppnade sina portar för armén den 17 juli. Kröningen ägde rum morgonen därpå. Även om Jeanne och hertigen av Alençon vädjade om att man snabbt skulle bege sig vidare mot Paris så föredrog det kungliga hovet att förhandla om vapenvila med hertigen av Burgund. Han bröt dock överenskommelsen och utnyttjade den som en fördröjningstaktik för att förstärka Paris försvar. Den franska armén marscherade genom byar nära Paris under den tillfälliga vapenvilan som fredligt kapitulerade. Hertigen av Bedford ledde en engelsk styrka som konfronterade den franska armén till ett dödläge den 15 augusti. Den franska hären anföll därefter Paris den 8 september. Trots att hon blivit skjuten i benet med armborst så fortsatte Jeanne att leda trupperna fram till att dagens strider slutade. Följande morgon fick hon kungliga order om reträtt. De flesta historiker lägger skulden på den franske kammarherren Georges de la Trémoille för de politiska misstag som gjordes efter kröningen. I oktober erövrade Jeanne Saint-Pierre-le-Moûtier och adlades.

### Tillfångatagandet
Efter en mindre strid i La-Charité-sur-Loire i november och december begav sig Jeanne i april till Compiègne för att försvara den mot en engelsk och burgundisk belägring. En riskfylld mindre strid den 23 maj 1430 ledde till att hon tillfångatogs. När hon gav order om reträtt var hon bland de sista att lämna slagfältet och burgunderna omringade de bakre soldaterna. En bågskytt fällde hennes häst och till en början vägrade hon att kapitulera.
| ”                                                                                               | Det är sant att kungen och hertigen av Burgund har kommit överens om en vapenvila under femton dagar och att hertigen i gengäld efter dessa femton dagar ska överlämna staden Paris. Men ni ska inte förundras om jag inte tar mig in i den staden så snabbt. Jag är inte nöjd med dessa vapenvilor och jag vet inte om jag vill hålla mig till dem, men om jag gör det är det endast för att beskydda kungens ära: hur mycket de än vanärar det kungliga blodet så kommer jag att behålla armén utifall de inte kommer till en fred i slutet av dessa femton dagar. | „ |
| – Hennes brev till befolkningen i Reims, 5 augusti 1429; Quicherat I, s. 246, trans. Wikipedia. | |   |

Det var brukligt att en krigsfånges familj betalade lösen för vederbörande. Jeanne och hennes familj var bönder och saknade tillgångar för det. Många historiker fördömer kung Karl VII för att han inte ingrep. Hon gjorde flera flyktförsök; vid ett tillfälle hoppade hon från ett 21 meter högt torn ned i en torr vallgrav och därefter flyttades hon till den burgundiska staden Arras. Engelsmännen köpte henne från hertigen av Burgund. Biskop Pierre Cauchon av Beauvais, som var en av engelsmännens anhängare, spelade en betydande roll i dessa förhandlingar och i den kommande rättegången.

### Rättegången

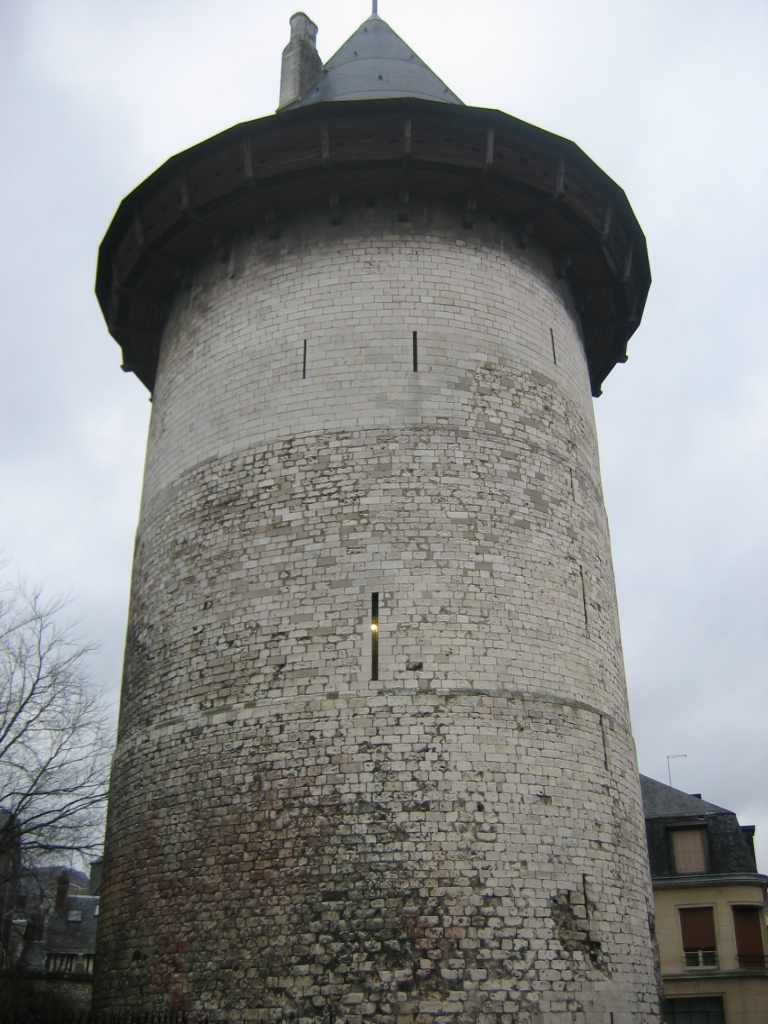
Tornet i Rouen, där hon var inspärrad under rättegången, har blivit känt som Jeanne d’Arc-tornet. Under ett av sina flyktförsök hoppade hon ut från ett annat torn, som troligen var av liknande konstruktion.

Kätterirättegången hade politiska orsaker. Hertigen av Bedford gjorde anspråk på den franska tronen å sin brorson kung Henrik VI av Englands vägnar. Hon hade möjliggjort motståndaren Karl VII:s kröning, så det var viktigt att fördöma henne för att underminera Karls legitimitet. Rättegången inleddes den 9 januari 1431 i Rouen, som var säte för den engelska ockupationsmakten. Den var inkonsekvent på många punkter. 

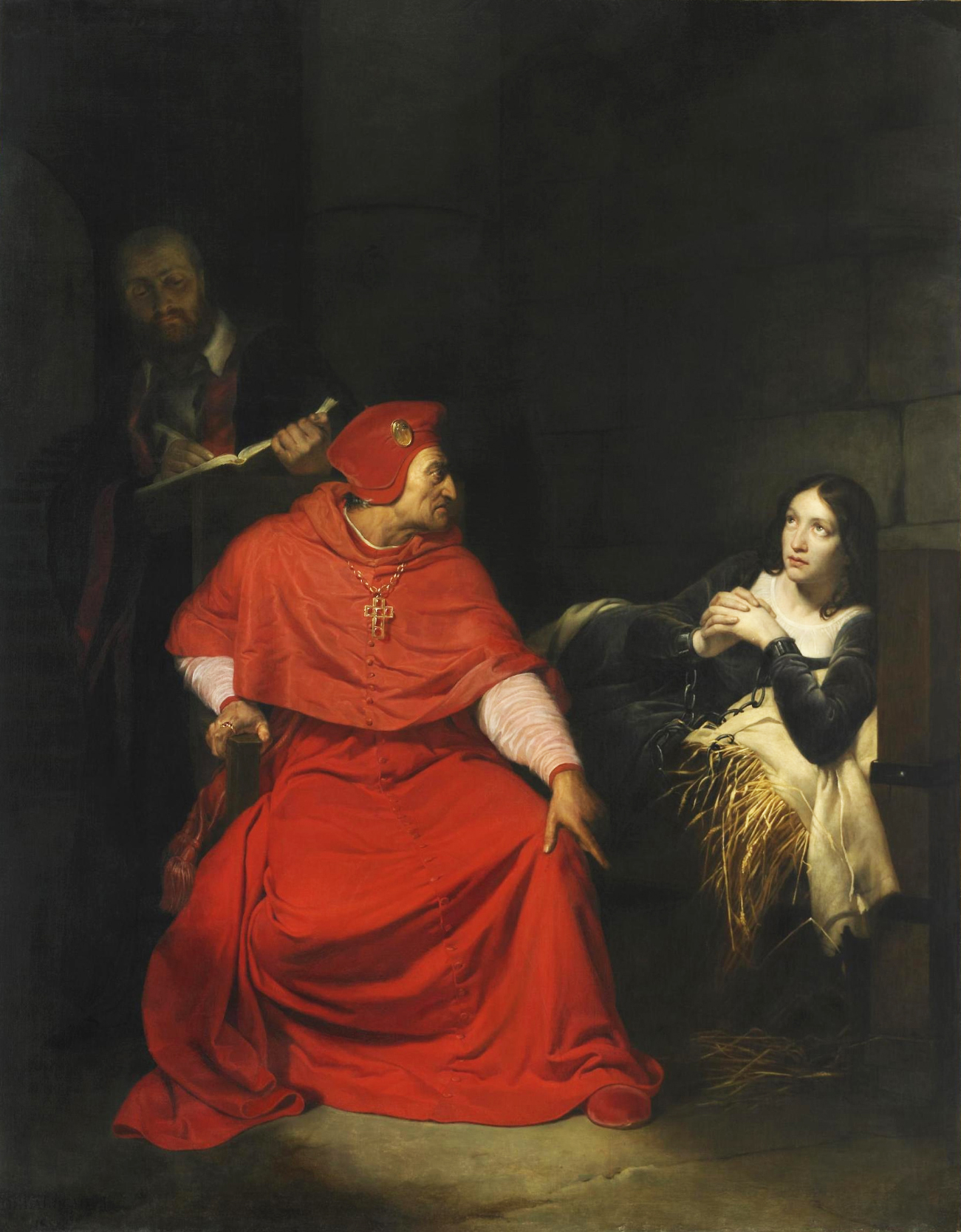
Jeanne förhörs i sin fängelsecell av kardinal Winchester. Av Hippolyte Delaroche, 1824, Musée des Beaux-Arts, Rouen, France.

Några av de större problemen var att biskop Cauchon agerade som domare, något som var ett juridiskt påhitt. Han utnämndes tack vare sitt stöd till det engelska styre som bekostade rättegången. Inga bevis eller vittnesmål mot henne kunde hittas. Utan sådana bevis saknade rätten grund att inleda rättegången. Dessutom förvägrades hon försvarare. Under den första undersökningen klagade hon över att alla närvarande var anhängare av de som var emot henne och bad att kyrkomän från den franska sidan skulle bjudas in.

### Avrättning

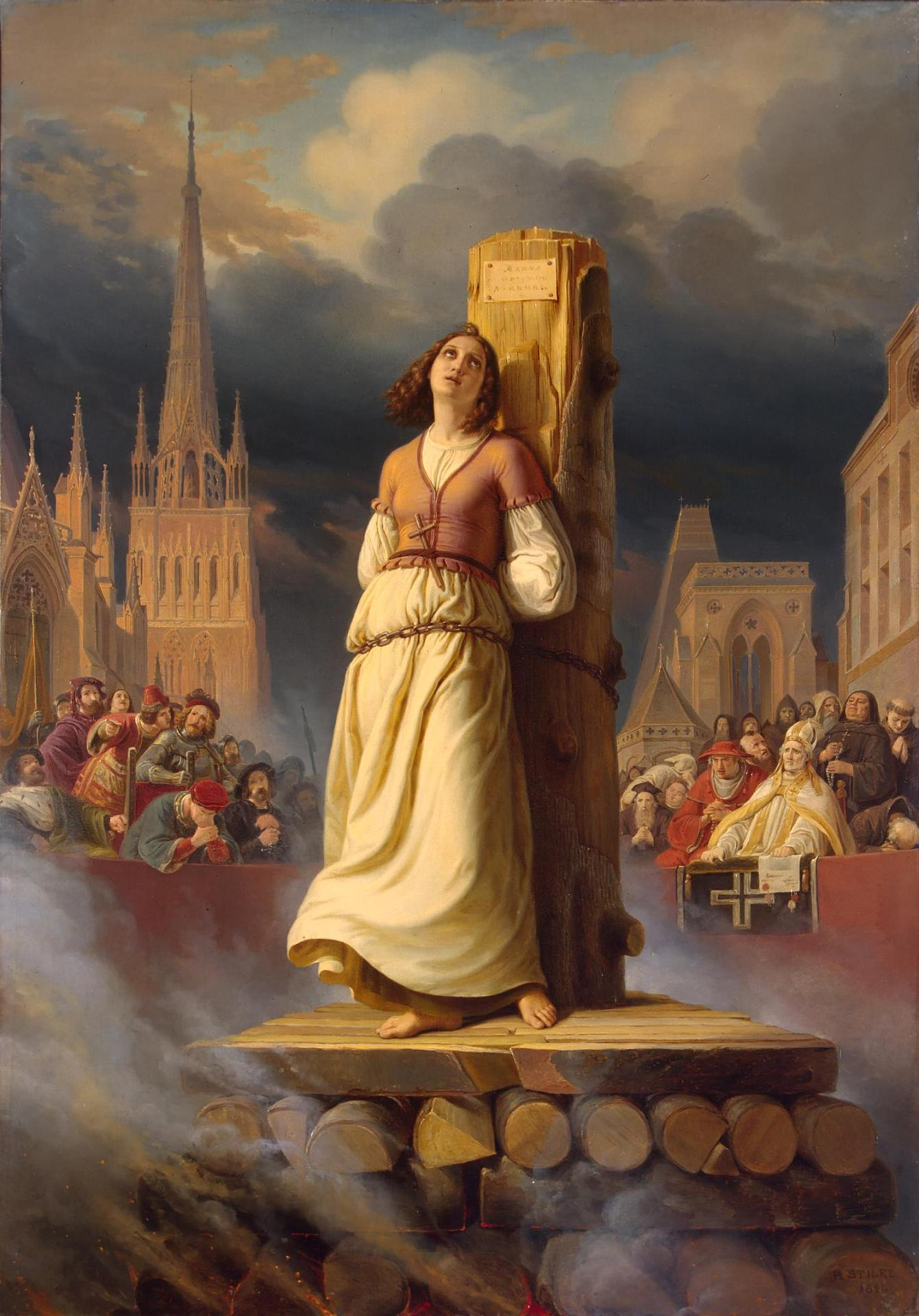
Tod des Mädchens Jeanne d'Arc av Hermann Stilke (1803–1860)

Kätteri var endast belagt med dödsstraff om det upprepades. Jeanne gick med på att bära kvinnokläder när hon nekade till anklagelserna. Några dagar senare berättade hon för en medlem av tribunalen ”att en engelsk lord hade tagit sig in i fängelset och försökt våldta henne”.  Hon återgick till att bära manskläder antingen som ett skydd mot övergrepp eller, enligt Jean Massieus vittnesmål, för att hennes klänning blivit stulen och att hon inte hade något annat att ha på sig. Hon hade förklätt sig till page under sin resa genom fiendeland och burit rustning under strid. Chronique de la Pucelle uppger att det förhindrade övergrepp då hon befann sig på fältet. Kyrkomän vittnade senare om att hon fortsatte att bära manskläder i fängelset för att förhindra övergrepp eller våldtäkt. Kyskhetsbevarande var en annan berättigad anledning att bära manskläder: den klädedräkten skulle ha försvårat ett angrepp och det skulle vara mindre troligt att män uppfattade henne som ett sexobjekt. Hon hänvisade till rättens undersökning i Poitiers när hon fick frågor om detta. Några dokument från denna finns inte längre kvar, men omständigheterna tyder på att kyrkomännen i Poitiers hade gått med på detta. Med andra ord, hon hade i uppdrag att göra ett mansarbete och därför var det lämpligt att hon klädde sig därefter. Jeanne hade kort hår under sina fälttåg och under tiden i fängelse. Hennes anhängare, som teologen Jean Gerson, försvarade hennes frisyr och det gjorde även inkvisitorn Jean Bréhal under den senare rättegången. Trots detta dömdes hon i rättegången 1431 till döden.
Ögonvittnen beskrev bålbränningen den 30 maj 1431. Bunden vid en hög pelare i Vieux-Marche i Rouen, bad hon två av kyrkomännen, Martin Ladvenu och Isambart de la Pierre, att hålla upp ett krucifix framför henne. En bonde gjorde ett litet kors som hon satte på sin klänning. Efter att hon brunnit upp skrapade engelsmännen undan kolet för att visa hennes förkolnade lik så att ingen skulle kunna påstå att hon lyckats komma undan med livet i behåll, och sedan brände de det förkolnade liket två gånger till för att det skulle bli mindre aska och förhindra reliksamlande. De kastade kvarlevorna i Seine. Bödeln, Geoffroy Therage, uppgav senare att han ”... var mycket rädd att han skulle förbannas”.

## Jeanne d'Arc inom kulturen
Jeanne d’Arcs liv har blivit film ett antal gånger, dessa är bland andra följande:
- 1928 – La Passion de Jeanne d'Arc
- 1948 – Joan of Arc
- 1962 – Processen mot Jeanne d’Arc
- 1999 – Joan of Arc (miniserie)
- 1999 – Jeanne d'Arc

## Eftermäle
Asteroiden 127 Johanna är uppkallad efter henne.
Hon har även fått tre rossorter uppkallade efter sig, varav en fortfarande odlas.